# Захоплення астероїда

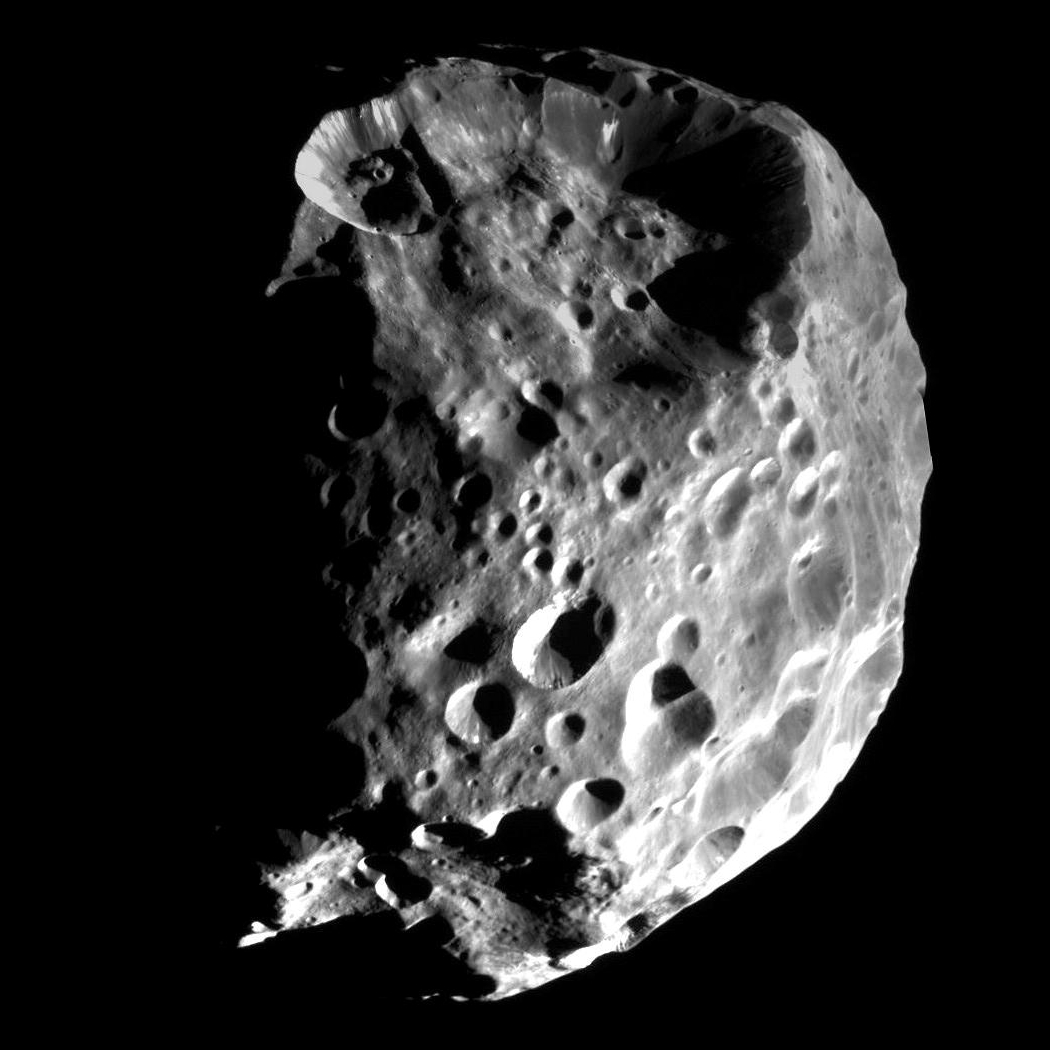
Феба — неправильний супутник Сатурна на віддаленій і сильно нахиленій ретроградній орбіті, на відміну від решти регулярних супутників Сатурна. Через свою незвичайну орбіту Феба вважається малою планетою із зовнішньої частини Сонячної системи, яку захопив Сатурн.

Захоплення астероїда — перехід астероїда на орбіту навколо більшого планетарного тіла. Коли астероїди, невеликі кам'янисті тіла в космосі, захоплені, вони стають природними супутниками, зокрема або нерегулярним супутником, якщо вони захоплені назавжди, або тимчасовим супутником.
Усі астероїди, що входили в орбіту або атмосферу Землі, були природними явищами; однак американські інженери працюють над методами для телероботизованих космічних апаратів з метою діставати астероїди за допомогою хімічної або електричної тяги. Ці два типи захоплення астероїдів можна розділити на природні та штучні.
- Природне захоплення астероїда — це балістичне захоплення вільного астероїда на орбіту навколо тіла, як-от планета, завдяки гравітаційним силам.
- Штучне захоплення астероїда передбачає навмисне застосування сили для введення астероїда на певну орбіту.

Штучний пошук астероїдів може надати вченим та інженерам інформацію про склад астероїдів, оскільки відомо, що астероїди іноді містять рідкісні метали, такі як паладій і платина. Спроби пошуку астероїдів включають місії перенаправлення астероїдів НАСА з 2013 року. Ці зусилля були скасовані у 2017 році.